# Polycyrtus emaculatus
Polycyrtus emaculatus är en stekelart som beskrevs av Szepligeti 1916. Polycyrtus emaculatus ingår i släktet Polycyrtus och familjen brokparasitsteklar. Inga underarter finns listade i Catalogue of Life.